# هانس باهوش

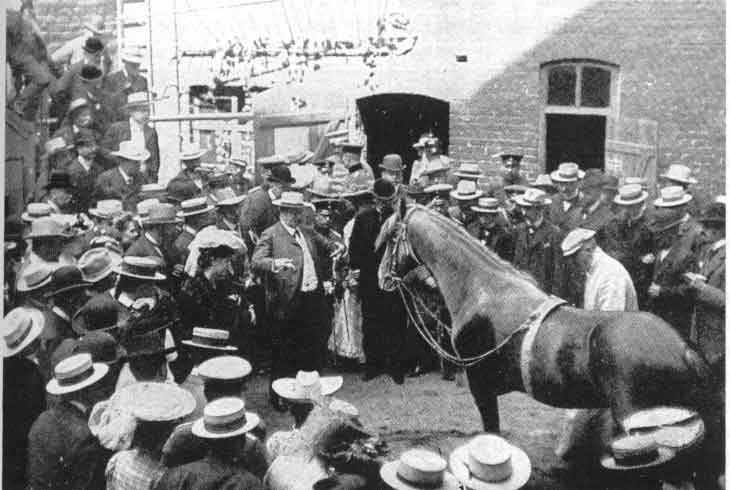
هانس باهوش در حال اجرا در ۱۹۰۴ میلادی

هانس باهوش (به آلمانی: der Kluge Hans) (حدود ۱۹۰۷ میلادی)، اسبی بود که ادعا می‌شد حساب و سایر فعالیت‌های ذهنی را انجام می‌دهد. بعد از تحقیقات رسمی در ۱۹۰۷ میلادی، روانشناس اوسکار فونگست تشریح نمود که اسب در واقع این فعالیت‌های ذهنی را انجام نمی‌دهد، بلکه به عکس‌العمل‌های مربی خود نگاه می‌کند. او در روش‌شناسی تحقیق به این موضوع جدید پی‌برد که اسب مستقیماً به سر نخ‌های غیر اختیاری که در اشارت بدنی مربی انسان دیده می‌شود واکنش نشان می‌دهد. مربی از فراهم نمودن چنین سرنخ‌هایی کاملاً ناآگاه بود. به احترام به مطالعات فونگست، از این کشف غیرعادی با عنوان «أثر هانس باهوش» یاد گردیده و تا به کنون نیز در مطالعات سوگیری مشاهده‌گر و هوش‌سنجی حیوانات، یک دانش مهم پنداشته شده‌است. فونگست استادیار فیلسوف و روانشناس آلمانی کارل اشتومپف بود، کسی که از تجربه هانس در کارهای خود روی روانشناسی حیوانات و ایده‌هایش در مورد پدیدارشناسی استفاده کرد.

## چشم‌انداز

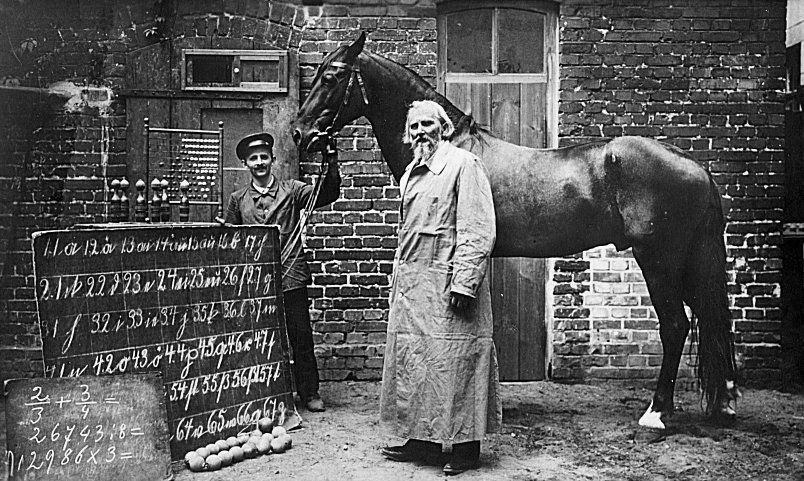
ویلهلم فون اوستن و هانس باهوش

در جریان اوایل قرن بیستم، مردم به هوش حیوانات علاقهٔ ویژه‌ای داشتند که این علاقه‌مندی تا اندازهٔ زیادی ناشی از انتشارات اخیر چارلز داروین بود. قضیه هانس باهوش سطح پیشرفتهٔ از درک اعداد در یک حیوان را نشان می‌داد.
هانس اسبی بود که صاحب آن ویلیام وان اوستن نام داشت، اوستن یک معلم ریاضی مدرسه جیمنیزیوم، مربی غیر حرفه‌ای اسب، فرنولوژیست و به نحوی یک عارف بود. گفته می‌شود که به هانس تعلیم شده بود تا اعمال جمع، تفریق، ضرب، تقسیم را انجام دهد. با اعداد اعشار کار کند، زمان را بگوید، تاریخ را بگوید، موسیقی را از هم تفکیک کند، زبان آلمانی را بخواند، املاء کند و بداند. فون اوستن از هانس می‌پرسید، «اگر سه شنبه هشتم ماه باشد، پس تاریخ روز جمعه بعدی چند می‌شود؟» هانس با ۱۱ بار ضربه زدن سم خود در زمین پاسخ می‌داد. سؤال‌ها را هم می‌شد به صورت شفاهی و هم به صورت تحریری پرسید. گزارشی از توانایی‌های هانس در روزنامه نیویورک تایمز در ۱۹۰۴ میلادی گزارش داده شد.
بعد از مرگ فون اوستن در ۱۹۰۹ میلادی، هانس به مالکیت چندین صاحب دیگر درآمد. بعد از ۱۹۱۶، هیچ سندی از سرنوشت هانس وجود ندارد.

## تحقیق
اشتیاق والای مردم به هانس باهوش، هیئت آموزش آلمان را واداشت تا یک کمیسیون جهت تحقیق در مورد ادعاهای علمی فون اوستن تعیین نماید. فیلسوف و روان‌شناس، کارل اشتومپف یک هیئت ۱۳ نفری به نام کمیسیون هانس تشکیل داد. این کمیسیون متشکل از یک دامپزشک، یک مدیر سیرک، یک افسر سواره نظام، یک تعداد از اساتید مکتب و رئیس باغ وحش‌های برلین بود. این کمیسیون در سپتامبر ۱۹۰۴ میلادی اینگونه نتیجه‌گیری نمودند که هیچ حقه‌ای در اجرای هانس وجود ندارد.
کمیسیون ارزیابی را به اوسکار فونگست واگذار نمودند و او مبنای این توانایی‌های ادعا شده را با در نظرداشت موارد ذیل آزمایش نمود:
1. جداسازی اسب و سؤال کننده از تماشاگران، تا هیچ سر نخی از جانب آنها نیاید.
2. استفاده از پرسشنامه‌های متفاوت از پرسشنامه مربی اسب
3. استفاده از چشم‌بند، تا اینکه آیا با دیده شدن یا دیده نشدن سؤال کننده توسط اسب تفاوتی ایجاد می‌شود یا نه
4. تغییر در اطلاع سؤال کننده نسبت به جواب سؤال.

فونگست با انجام تعداد قابل توجهی از آزمایش‌ها دریافت که حتی اگر خود فون اوستن هم سؤال را نپرسد، اسب می‌تواند پاسخ درست را بدهد. این امر امکان تقلب را از میان برداشت. با این حال اسب تنها زمانی می‌توانست پاسخ درست را بدهد که سؤال کننده خود پاسخ را می‌دانست و اسب قادر می‌بود تا سؤال کننده را ببیند. فونگست مشاهده نمود که هرگاه فون اوستن پاسخ درست سؤال را می‌دانست، هانس به ۸۹ درصد سوالات پاسخ درست می‌داد، اما زمانی که فون اوستن خود پاسخ درست به سؤال را نمی‌دانست، هانس قادر بود تا تنها به ۶ درصد از سوالات پاسخ درست بدهد.
فنگست سپس رفتار سؤال کننده را به دقت تحت بررسی قرار داد، به این نتیجه رسید که هرگاه ضربات پای اسب به پاسخ درست نزدیک می‌شد، حالت و چهره سؤال کننده به گونهٔ تغییر می‌یافت که نشان دهندهٔ افزایش نگرانی بود. اسب به این مسئله پی‌برده و آخرین ضربه نهایی صحیح را می‌زد. این تغییر در چهره یک سرنخ را فراهم نموده و اسب آنرا به معنی، ضربه زدن را متوقف کن، تعبیر می‌نمود. سامانه‌های ارتباط اجتماعی اسب‌ها ممکن است متکی به تشخیص تغییرات کوچکی در حالات بدنی باشد، این امر می‌تواند دلیلی بر این باشد که هانس چگونه می‌توانست سرنخ‌های فون اوستن را حتی اگر این سرنخ‌ها نیمه خودآگاه می‌بودند، سریعاً تشخیص دهد.
فونگست همچنین آزمایش‌هایی را با انسان در آزمایشگاه انجام داده و خود نقش اسب را بازی نمود. فنگست از یک فرد می‌خواست تا در سمت راست وی بایستد و «با تمرکز بسیار بالا» در مورد یک عدد مشخص، یا یک سؤال ساده حسابی، فکر کند. فنگست سپس با ضربه زدن دست راست خود پاسخ را ارایه می‌کرد. او بصورت مکرر «یک تکان اندک سر به سمت بالا» را هنگام نزدیک شدن به ضربه نهایی مشاهده می‌کرد، که به گفته وی این حالت با وضعیتی که افراد قبل از فکر کردن در مورد سؤال داشتند، مطابقت داشت.
حتی بعد از افشای رسمی هانس، فون اوستن که هرگز از یافته‌های فونگست قانع نشده بود، همچنان به نمایش هانس در سراسر آلمان ادامه داده و جمعیت انبوه و پر شوق را جذب می‌نمود.

## اثر هانس زیرک
بعد از این که فنگست خود در کار هانس ماهر شد.  کاملاً آگاهی حاصل کرد که سرنخ‌های ناچیز باعث عملکرد هانس شده‌است، او دریافت که او نیز این سرنخ‌ها را غیرآگاهانه و بدون این که بخواهد آنها را بیان کند یا کنترل کند، از خود بروز می‌دهد. شناخت این پدیده در طراحی تجربی و روش‌شناسی‌های تجربه‌های مختلف، که در آن آزمایش شونده‌های دارای احساس، شامل انسان، تأثیر به سزایی داشت.
خطر تأثیر هانس باهوش دلیلی است برای اینکه، چرا روان‌شناسان تطبیقی معمولاً حیوانات را در دستگاه‌های منزوی و بدون تعامل با آنها مورد آزمایش قرار می‌دهند. گرچه این امر نیز خود مشکلاتی دارد، چون بیشتر پدیده‌های جالب در هوش‌سنجی حیوانات به احتمال زیاد در یک شرایط اجتماعی بروز داده می‌شوند. برای آموزش و توضیح به آنها، نیاز است تا یک رابطه اجتماعی میان مربی و حیوان ایجاد گردد. ارین پیپربرگ هنگام مطالعات روی طوطی‌ها (الکس) و آلن و بیتریکس گاردنر در مطالعات خود روی شامپانزه (واشو)، قویاً به طرفداری از این نظر استدلال نمودند. اگر نتایج این مطالعات در سطح جهان پذیرفته شود، نیاز است تا راه دیگری برای آزمایش پیشرفت‌های حیوانات یافت تا خطر تأثیرات هانس باهوش از میان برداشته شود. با این حال، صرف دور کردن مربی از صحنه ممکن است استراتژی مناسبی نباشد، چون در صورتی که میان مربی و نمونه آزمایش شونده رابطه اجتماعی قوی وجود داشته باشد، برداشتن مربی از صحنه ممکن است باعث واکنش‌های احساسی گردیده و از عملکرد نمونه آزمایش شونده جلوگیری نماید.

## ارجاعات
1. ↑  "Clever Hans phenomenon". skepdic. Retrieved 2008-12-11.
2. ↑  Prinz, W. (2006). "Messung kontra Augenschein: Oskar Pfungst untersucht den Klugen Hans". Psychologische Rundschau. 57 (22): 106–111. doi:10.1026/0033-3042.57.2.106. hdl:11858/00-001M-0000-0010-C632-B.
3. ↑  "BERLIN'S WONDERFUL HORSE; He Can Do Almost Everything but Talk—How He Was Taught" (PDF). The New York Times. 1904-09-04. Retrieved 2008-02-26.
4. ↑  "The Project Gutenberg eBook of Clever Hans (The Horse of Mr. von Osten), by Oskar Pfungst". Gutenberg.org. Retrieved 2013-10-21.